# 코구레 미치요

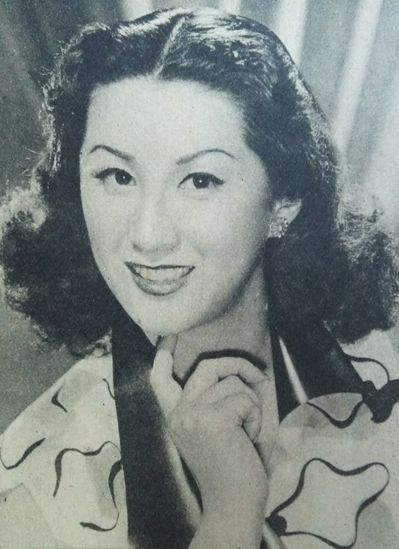

코구레 미치요(木暮実千代, 1918년 1월 31일 ~ 1990년 6월 13일)는 일본의 배우이다.
시모노세키시에서 태어났으며 도쿄에서 사망하였다.

## 영화
- 남자는 괴로워 23 (1979년) - 히토미의 엄마 역
- 삼파 (1974년)
- 우미 노 고토 (1966년)
- 그리운 어머니 (1962년)
- 미야모토 무사시 (1961년)
- 아코 로시 (1961년)
- 적선지대 (1956년) - 하나에 역
- 신 헤이케 이야기 (1955년)
- 게이샤 (1953년)
- 푸른 혁명 (1953년)
- 오차즈케의 맛 (1952년)
- 유키 부인의 초상 (1950년)
- 푸른 산맥 (1949년)
- 주정뱅이 천사 (1948년)
- 4개의 사랑 이야기 (1947년)